# Стара Легота
Стара Легота (словац. Stará Lehota) — село, громада округу Нове Место-над-Вагом, Тренчинський край. Кадастрова площа громади — 16.17 км².
Населення 181 особа (станом на 31 грудня 2020 року).

## Історія
Стара Легота згадується 1348 року.

## Населення
| Рік:            | 1994. | 2004.    | 2014.    | 2024.    |
| --------------- | ----- | -------- | -------- | -------- |
| Кількість осіб: | 294   | 263      | 215      | 176      |
| Різниця:        |       | -10,54 % | -18,25 % | -18,13 % |

| Рік:            | 2023. | 2024.   |
| --------------- | ----- | ------- |
| Кількість осіб: | 177   | 176     |
| Різниця:        |       | -0,56 % |